# Ахмед Хатір
Ахме́д Хаті́р (фр. Ahmed Khatir, араб. أحمد خاطر; нар. 14 березня 2005) — марокканський футболіст, захисник саудівського клубу «Ер-Ріяд».

## Клубна кар'єра

### «Беверен»
Вихованець футбольної академії Мухаммеда VI. Влітку 2023 року приєднався до системи бельгійського «Беверена».
17 серпня 2024 року дебютував в основному складі «Беверена» в матчі Челленджер Про-ліги проти «Ломмеля», провівши всю гру. 23 серпня в поєдинку проти «Ейпена» забив свій перший гол у професіональній кар'єрі.

### «Ер-Ріяд»
31 липня 2025 року перейшов у саудівський «Ер-Ріяд».

## Кар'єра в збірній
Виступав за збірну Марокко до 20 років. В квітні 2025 року потрапив в заявку збірної до 20 років на молодіжний Кубок африканських націй в Єгипті. На турнірі на поле не виходив, а його команда дійшла до фіналу, де поступилась збірній ПАР.

## Статистика виступів
Станом на 4 квітня 2025 
| Клуб              | Сезон             | Чемпіонат           | Чемпіонат | Чемпіонат | Кубок | Кубок | Континентальні | Континентальні | Інші  | Інші | Всього | Всього |
| Клуб              | Сезон             | Дивізіон            | Матчі     | Голи      | Матчі | Голи  | Матчі          | Голи           | Матчі | Голи | Матчі  | Голи   |
| ----------------- | ----------------- | ------------------- | --------- | --------- | ----- | ----- | -------------- | -------------- | ----- | ---- | ------ | ------ |
| Беверен           | 2024–25           | Челленджер Про-ліга | 10        | 1         | 1     | 0     | —              | —              | —     | —    | 11     | 1      |
| Ер-Ріяд           | 2025–26           | Про-ліга            | 0         | 0         | 0     | 0     | 0              | 0              | 0     | 0    | 0      | 0      |
| Всього за кар'єру | Всього за кар'єру | Всього за кар'єру   | 10        | 1         | 1     | 0     | 0              | 0              | 0     | 0    | 11     | 1      |